# Anna Karènina
|  | Per a altres significats, vegeu «Anna Karènina (desambiguació)». |

Anna Karènina (més exactament: Anna Karénina; en rus: А́нна Каре́нина) és una novel·la de l'escriptor rus Lev Tolstoi (1828-1910) publicada per primera vegada l'any 1877. 

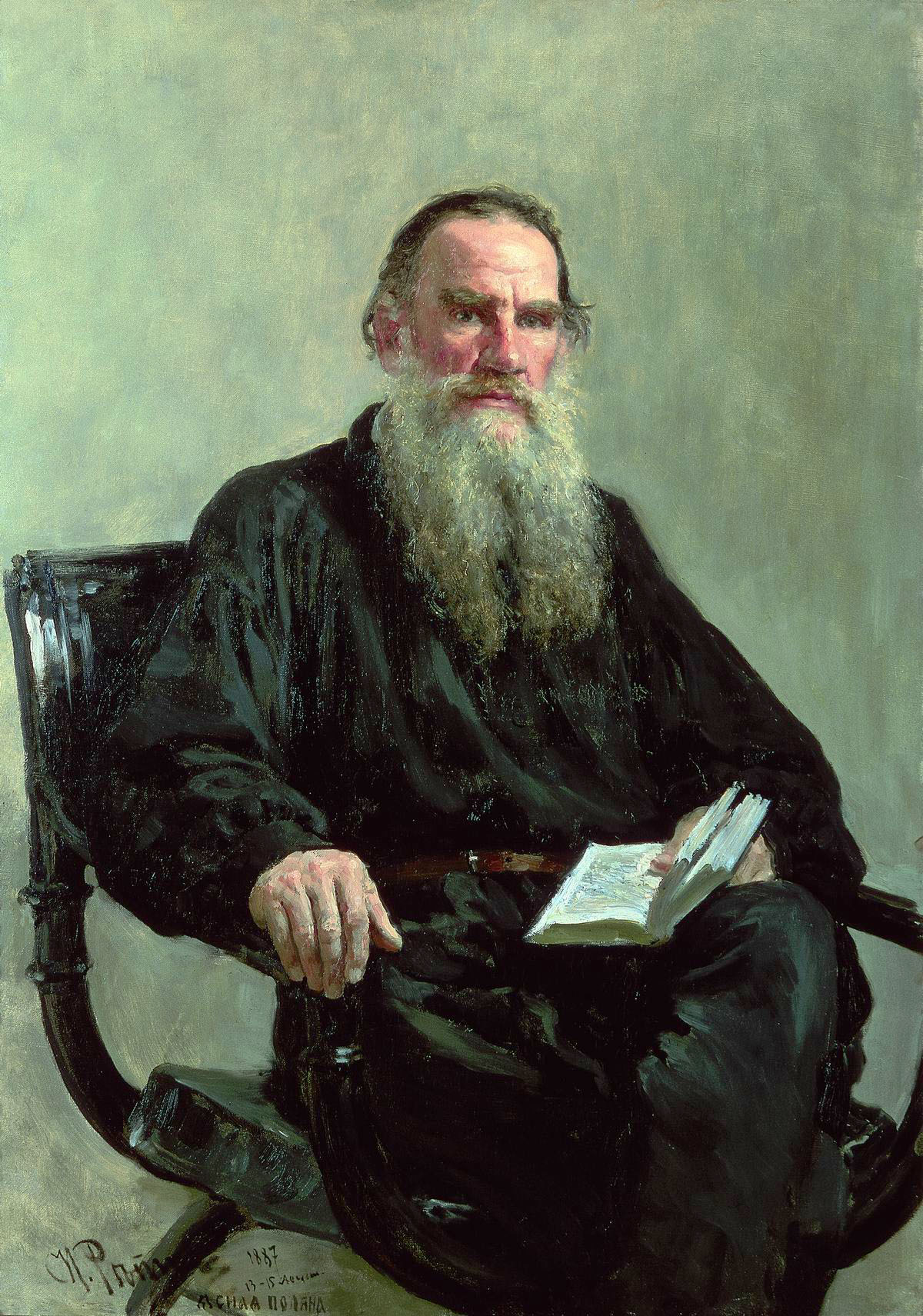
Retrat de Lev Tolstoi fet pel pintor rus Repin

La novel·la va aparèixer inicialment com una sèrie al diari Russki Véstnik ("El missatger rus"), en rus "Русский Вестник". Tolstoi, però, va topar amb el seu editor Mikhaïl Katkov sobre temes relacionats amb el final de la novel·la i l'obra no es va poder llegir completa fins que es va publicar en forma de llibre.
Altament respectat com a exemple del realisme, Tolstoi considerava que Anna Karènina era la seva primera autèntica novel·la. Segons sembla, el personatge d'Anna podria estar parcialment inspirat en la filla gran del poeta rus Aleksandr Puixkin (1799-1837), Maria Hartung. Poc després d'haver-la coneguda personalment en un sopar, Tolstoi va començar a llegir l'obra en prosa de Puixkin i a perfilar el personatge d'Anna.
Malgrat que en el moment de la seva publicació alguns crítics van qualificar la novel·la com a "història d'amor de l'alta societat", Fiódor Dostoievski va declarar que era una "obra d'art". Vladímir Nabókov va compartir aquesta opinió, i va admirar especialment "la màgia de l'estil de Tolstoi" i la figura del tren, que s'introdueix des dels primers capítols (els nens jugant amb un tren de joguina), i es desenvolupa als capítols següents, fins que arriba al majestuós final. Inicialment es va publicar en sèries entre 1875 i 1877, tot excepte l'última part apareixent al periòdic The Russian Messenger.
En català existeix una traducció d'Anna Karènina feta per Andreu Nin directament del rus.

## Context històric
Els esdeveniments de la novel·la tenen lloc en el teló de fons de ràpides transformacions com a resultat de les reformes liberals iniciades per l'emperador Alexandre II de Rússia, principal entre aquestes la Reforma emancipadora del 1861 a Rússia, seguida de la reforma judicial, inclòs un sistema de jurats; reformes militars, la introducció de governs locals electes (Zemstvo), el ràpid desenvolupament dels ferrocarrils, els bancs, la indústria, el telègraf, l'ascens de noves elits empresarials i la decadència de l'antiga aristocràcia terratinent, una premsa més lliure, el despertar de l'opinió pública, el moviment paneslavisme, la qüestió de la dona, oferint-se voluntàriament per ajudar Sèrbia en el seu conflicte militar amb l'Imperi Otomà el 1876, etc. Aquests avenços contemporanis són molt debatuts pels personatges de la novel·la.
L'estació de ferrocarril suburbana d'Obiralovka, on un dels personatges se suïcida, es coneix ara com la ciutat de Jeleznodorojni, óblast de Moscou.

## Sinopsi
Es tracta de l'enamorament i la ineludible tragèdia entre l'esposa d'un alt funcionari i un comte solter dins de la noblesa russa al final del segle xix.
Espectacular relat d'emocions humanes, que Tolstoi enllaça a diferents personatges: la gelosia, les relacions de domini i dependència, l'individualisme, la submissió, les "apostes pel llarg termini", la fidelitat i la lleialtat, la hipocresia, l'estatus social, la moral, la determinació...
A través de la protagonista i d'altres personatges femenins se'ns mostra la posició social desfavorable de les dones. La diferent acceptació social de l'adulteri fet per una dona o per un home, la diferent adaptabilitat a canvis de lloc de residència ciutat-camp, el patronímic...
L'emotivitat és present en gran part de les pàgines del llibre, fent que les diferents (i difícils) traduccions hagin de tenir-se en compte en el moment de comprar el llibre. En el tema del suïcidi hi ha el vessant de venjança (suïcidar-se "contra") i la de "l'absurd" o el "sense sentit". El tema de la mort el trobem descrit de forma palesa, crua i amb una magistral descripció de diferents formes d'afrontar-lo. Per altra banda, s'hi veu un repàs dels cruels però justificats tòpics sobre algunes formes d'exercir unes professions, com per exemple els funcionaris, els advocats, metges, rendistes, jugadors, agricultors. També hi ha un encomi de qui és al final de la cadena del treball, sigui una llevadora, un agricultor, un conductor de carruatge, un escriptor i també la figura del patró.
En l'aspecte social i polític cal destacar l'exercici del poder, en l'oposició dels treballadors del camp a canviar els procediments agrícoles als quals estaven acostumats. En termes polítics, en accions de guerra a un altre Estat enviant-hi voluntaris, essent dubtós el focus i l'interès dels voluntaris, i la baixa participació i interès dels treballadors en la política russa d'aquell temps.
Tolstoi, amb preocupacions religioses, elabora amb ponderació, centrant-lo en un dels personatges, el tema de l'existència de Déu. Les creences del mateix Tolstoi n'impregnen els relats.

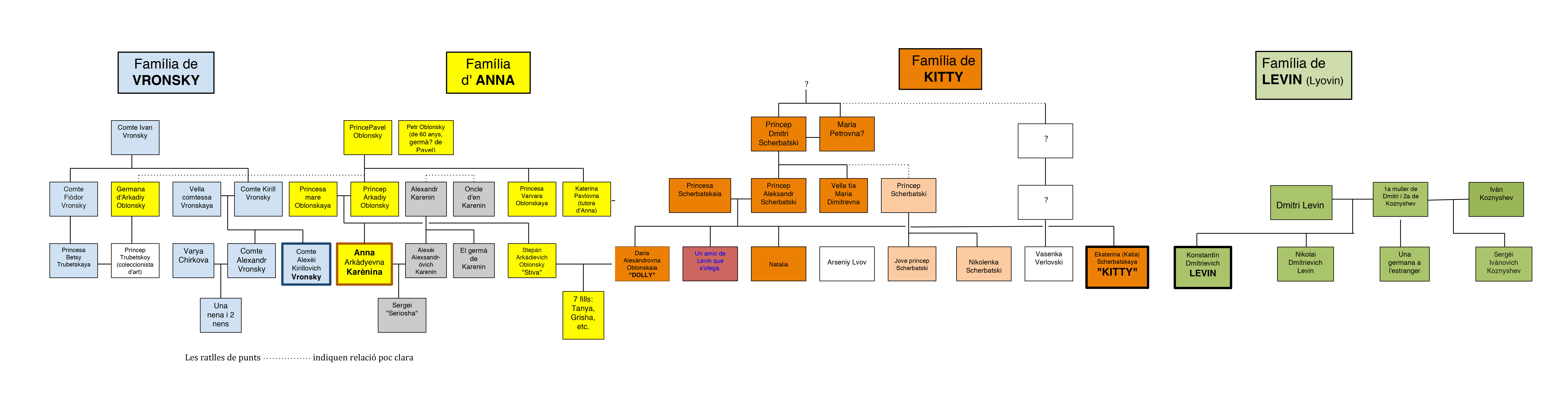
Arbres de les famílies principals de la novel·la Anna Karènina.

## Argument
La novel·la comença amb una de les frases més cèlebres i citades : "Totes les famílies felices s'assemblen. Cada família dissortada ho és a la seva manera."

### La coneixença
Anna Karènina era una dama de l'alta societat russa, casada amb un funcionari de Sant Petersburg amb qui tenia un fill, Serguei. L'Anna va viatjar a Moscou per resoldre un assumpte familiar. El seu germà, Stepan Oblonski, li havia demanat que l'ajudés a fer les paus amb la seva muller, Dolly, que acabava d'assabentar-se que li havia estat infidel amb la institutriu dels seus fills. En el viatge, l'Anna va fer amistat amb una senyora que anava a Moscou a visitar el seu fill, el comte Vronski. L'Anna va conèixer en Vronski a l'estació, i des del primer moment, s'hi sentí atreta. Pel que fa a en Vronski, va quedar perdudament enamorat de l'Anna des d'aquell mateix instant. Un cop arreglats els problemes familiars del seu germà, l'Anna va tornar de seguida a Sant Petersburg, per evitar la gelosia de la Kitty, la germana de la Dolly, que estava enamorada del comte Vronski. Aquest, quan va saber que l'Anna tornava a Sant Petersburg, va córrer a trobar-la, i li va declarar el seu amor dalt del tren de tornada. L'Anna va intentar rebutjar-lo i controlar els forts sentiments d'amor que en Vronski li despertava. Ja a Sant Petersburg, el comte Vronski no va deixar de cercar l'amor de la seva estimada, i finalment aquesta va cedir.

### Un gran amor

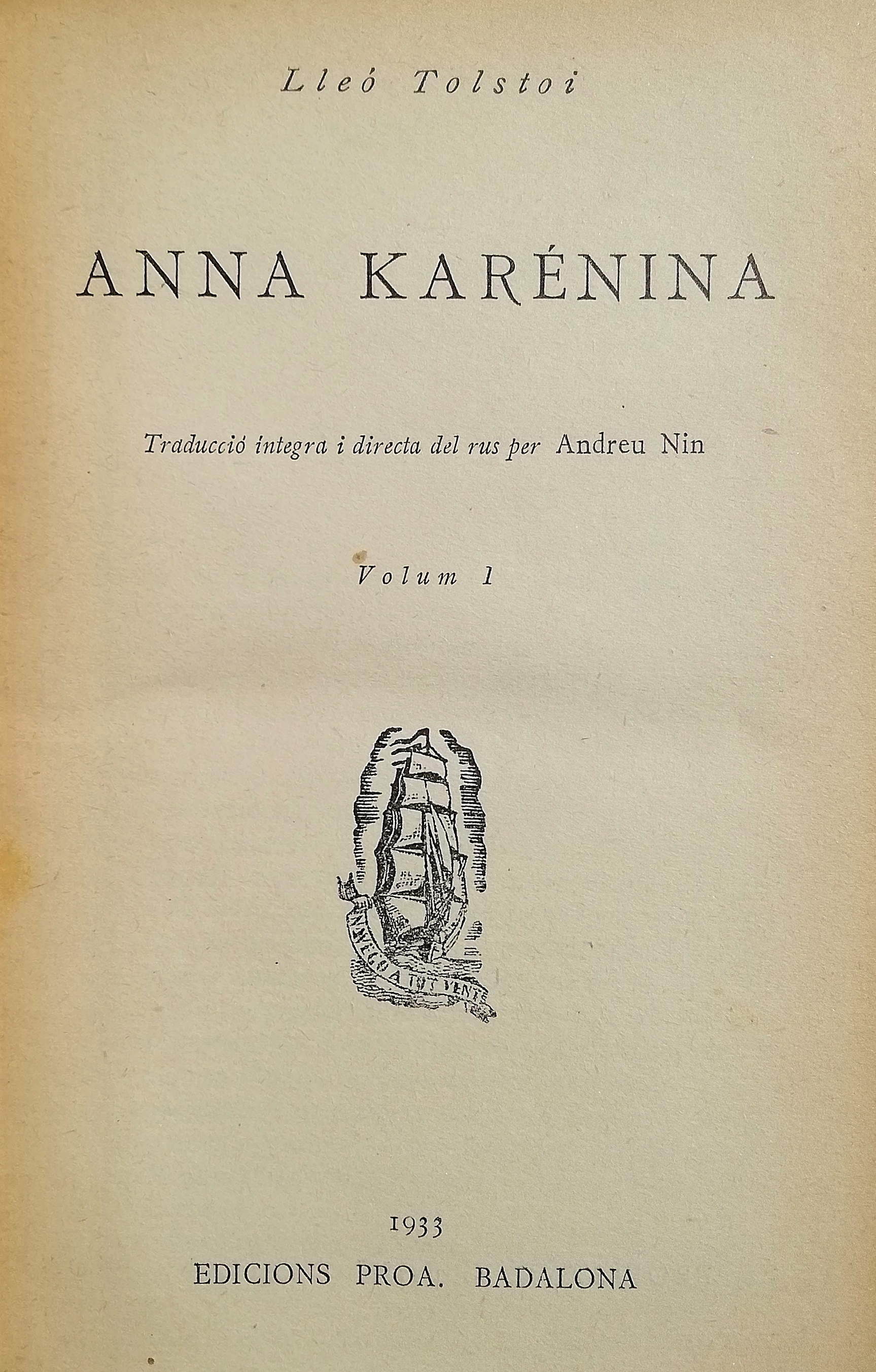
Анна Каренина (Anna Karènina), traducció catalana d'Andreu Nin publicada a Barcelona l'any 1933, dins la col·lecció A tot vent

Van viure el seu amor amb una passió desenfrenada, buscant qualsevol lloc i qualsevol moment per trobar-se. Aviat la societat que els envoltava se'n va adonar, i l'Aleksei Karenin, el marit de l'Anna, va començar a sospitar i a fer preguntes a la seva muller. Al cap d'un temps, l'Anna va quedar embarassada d'en Vronski i va caure en una profunda depressió. Va parlar-ne amb en Vronski, i li va expressar la seva preocupació per la reacció que tindria el seu marit en assabentar-se'n. En Vronski li va proposar que s'escapessin junts, però ella va rebutjar aquest pla. L'Anna Karènina va tenir una preciosa filla, en un part molt complicat, on li va faltar poc per deixar-hi la vida. Segura de la seva mort, l'Anna va demanar perdó al seu marit, que l'hi va concedir. Quan va estar restablerta, en Vronski, l'Anna i la nena van marxar de viatge a l'estranger i es van instal·lar a Itàlia durant una temporada. Més endavant van tornar a Rússia, on van viure amb molta preocupació la situació creada pel seu estat social il·legal. Finalment, el comte Vronski va demanar al germà de l'Anna que intercedís perquè el seu marit li concedís el divorci i perquè ella recuperés els drets sobre el seu primer fill Serguei. Mentre esperaven el divorci, es va desencadenar la gelosia desmesurada i la crisi neuròtica de l'Anna. El llarg silenci d'en Karenin va agreujar aquesta crisi emocional.

### La desesperació
L'amor de l'Anna per en Vronski es va anar convertint en una obsessió malaltissa, i cada vegada que ell no era al seu costat, ella se l'imaginava en companyia d'altres dones. Finalment, com que la resposta d'en Karenin sobre el divorci no arribava, van decidir anar-se'n a viure al camp, amb l'esperança de trobar-hi una mica de pau per a l'Anna. Abans d'anar-se'n, el comte Vronski va anar a fer una visita a la seva mare, que vivia fora de la ciutat. Aquest fet va fer caure l'Anna en un atac de desesperació, ja que es va imaginar que el seu company estava amb una altra dona amb la complicitat de la seva mare. Se'n va anar cap a casa de la mare d'en Vronski pensant que veuria confirmades les seves sospites, que eren totalment infundades, ja que en Vronski li era fidel i seguia totalment enamorat d'ella. Durant el viatge, de camí a la casa de la comtessa mare, l'Anna no parava de donar tombs i més tombs als pensaments negatius, convençuda que la vida ja no tenia per a ella cap valor i que havia perdut l'amor d'en Vronski. En una parada del tren, l'Anna va baixar i pensant en la seva trista situació, va arribar a la conclusió que l'única sortida era la mort. Va caminar lentament cap a la via i es va llançar davant del tren. En Vronski, quan es va assabentar de la tràgica mort de l'Anna, va tenir un fort impacte emocional, va decidir abandonar-ho tot, i se'n va anar a la guerra.

## Personatges principals

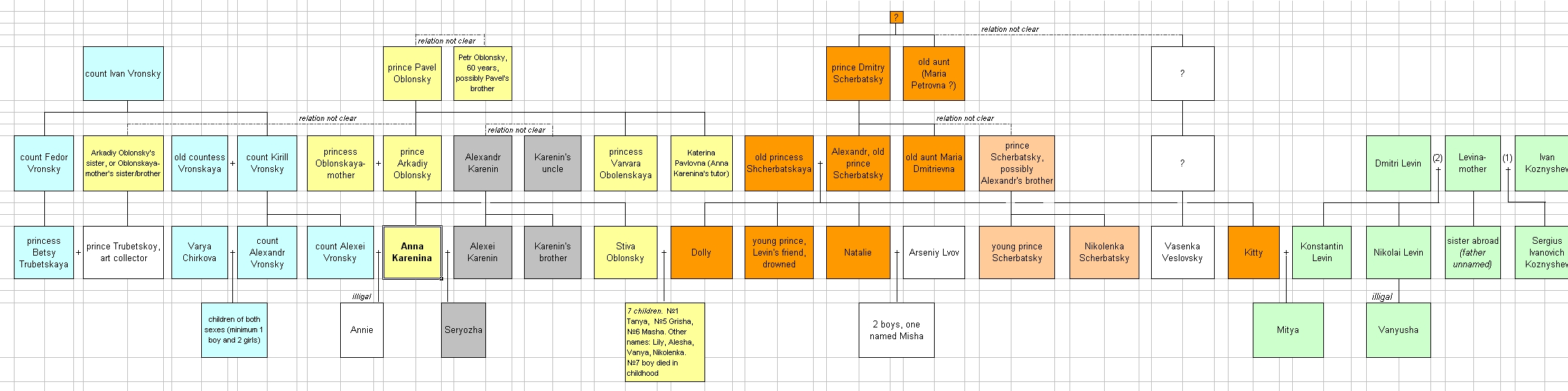
Arbre genealògic d'Anna Karènina

- Anna Arkàdievna Karénina (Анна Аркадьевна Каренина ): germana de Stepan Oblonski, dona de Karenin i amant de Vronski.

- Comte Aleksei Kiríllovitx Vronski (Алексей Кириллович Вронский ): amant d'Anna, oficial de cavalleria.

- El príncep Stepan "Stiva" Arkàdievitx Oblonski (Степан "Стива" Аркадьевич Облонский ): funcionari i germà de l'Anna, home de poble, 34 anys. (Stiva és diminutiu de Stepan)

- Princesa Dària "Dolly" Aleksàndrovna Oblónskaia (Дарья "Долли" Александровна Облонская ): dona de Stepan, 33 anys.

- Aleksei Alexàndrovitx Karenin (Алексей Александрович Каренин ): estadista gran i marit de l'Anna, vint anys més gran que ella.

- Konstantin "Kòstia" Dmítrievitx Levin/Liovin (Константин "Костя" Дмитриевич Лёвин ): el pretendent de Kitty, vell amic de Stiva, terratinent, 32 anys.

- Nikolai Dmítrievitx Levin/Liovin (Николай Дмитриевич Лёвин ): germà gran de Konstantin, alcohòlic empobrit.

- Sergei Ivànovitx Koznixev (Сергей Иванович Кознышев ): mig germà de Konstantin, escriptor famós, de 40 anys.

- Princesa Ekaterina "Kitty" Alexàndrovna Sxerbàtskaia (Екатерина "Кити" Александровна Щербацкая ): germana petita de Dolly i després dona de Levin, de 18 anys.

- Príncep Aleksander Sxerbatski (Александр Щербацкий ): El pare de la Dolly i la Kitty.

- Princesa Sxerbàtskaia (sense nom ni patronímic): mare de Dolly i Kitty.

- Princesa Elizaveta "Betsy" Tverskaia (Елизавета "Бетси" Тверская ): l'amic de la societat rica i moralment fluixa de l'Anna i cosí de Vronski.

- Comtessa Lídia Ivànovna (Лидия Ивановна ): líder d'un cercle de l'alta societat que inclou Karenin, i fuig la princesa Betsy i el seu cercle. Manté un interès per l'ortodòxia russa, el misticisme i l'espiritualitat.

- Comtessa Vrónskaia: mare de Vronski.

- Serguei "Serioja" Alexéitx Karenin (Сергей "Серёжа" Каренин ): fill de l'Anna i Karenin, de 8 anys.

- Anna "Annie" (Анна "Ани" ): la filla d'Anna i Vronski.

- Agàfia Mikhàilovna (Агафья Михайловнa ): L'antiga infermera de Levin, ara la seva amant de confiança.

## Traduccions al català
- Anna Karènina. Traducció: Andreu Nin.  Proa, 2013. ISBN 978-84-7588-419-6.[7]

## Llegat
La novel·la s'ha adaptat a diversos mitjans, com ara òpera, cinema, televisió, ballet i drama radiofònic. La primera adaptació cinematogràfica es va estrenar el 1911 però no ha sobreviscut.

### Cinema i televisió
- 1911: Anna Karenina (1911), una adaptació russa dirigida per Maurice André Maître[9][10]

- 1914: Anna Karenina (1914), adaptació russa dirigida per Vladimir Gardin

- 1915: Anna Karenina (1915), versió nord-americana protagonitzada per l'actriu danesa Betty Nansen

- 1918: Anna Karenina (1918), adaptació hongaresa protagonitzada per Irén Varsányi com Anna Karenina

- 1927: Love (pel·lícula de 1927), versió americana, protagonitzada per Greta Garbo i dirigida per Edmund Goulding. Aquesta versió va presentar canvis significatius respecte a la novel·la i va tenir dos finals diferents, amb un de feliç per al públic nord-americà

- 1935: Anna Karenina (pel·lícula de 1935), protagonitzada per Greta Garbo i Fredric March; dirigida per Clarence Brown

- 1948: Anna Karenina (pel·lícula de 1948) protagonitzada per Vivien Leigh i Ralph Richardson; dirigida per Julien Duvivier

- 1953: Anna Karenina (1953), versió russa dirigida per Tatyana Lukashevich

- 1953: Panakkaari (Dona rica), una adaptació en llengua tàmil dirigida per KS Gopalakrishnan, protagonitzada per TR Rajakumari, MG Ramachandran i V. Nagayya.

- 1960: Nahr al-Hob (El riu de l'amor), pel·lícula egípcia dirigida per Ezzel Dine Zulficar, protagonitzada per Omar Sharif i Faten Hamama.

- 1961: Anna Karenina (1961), una adaptació de la BBC Television dirigida per Rudolph Cartier, protagonitzada per Claire Bloom i Sean Connery.[11][12]

- 1967: Anna Karenina (1967), versió russa dirigida per Alexander Zarkhi

- 1977: Anna Karenina, una sèrie de deu capítols de la BBC de 1977, dirigida per Basil Coleman i protagonitzada per Nicola Pagett, Eric Porter i Stuart Wilson[13][14]

- 1975/1979: Anna Karenina (1975), pel·lícula de la producció del Ballet Bolshoi, dirigida per Margarita Pilikhina, estrenada per primera vegada a Finlàndia el 1976. Estrena als Estats Units el 1979[15][16] ]

- Anna Karenina, pel·lícula de 2012 amb Keira Knightley

### Teatre
- 1992: Helen Edmundson va adaptar Anna Karenina per a una producció de Shared Experience que va fer una gira pel Regne Unit i internacionalment; Edmundson va guanyar un Time Out Award i un TMA Award[17][18]

- 1992: Anna Karenina, musical amb llibre i lletra de Peter Kellogg i música de Daniel Levine. Inaugurat a Broadway a Circle in the Square, el 26 d'agost de 1992; va tancar el 4 d'octubre de 1992 després de 18 preestrenes i 46 actuacions.[19]

- 1994: Anna Karenina, musical dels autors hongaresos Tibor Kocsák (música) i Tibor Miklós (llibre i lletra)

- 2024: Anna Karenina, adaptació d'Anna Maria Ricart Codina, a partir de la traducció d'Andreu Nin. Direcció de Carme Portaceli. Dramatúrgia de Carme Portaceli, Anna Maria Ricart Codina. Producció Teatre Nacional de Catalunya, KVS de Brussel·les, Teatro Nacional São João de Porto, Théâtre des Amandiers-Nanterre. Amb Ariadna Gil (Anna Karènina), Jordi Collet (Karenin), Andie Dushime (Andie), Borja Espinosa (Vronski), Eduard Farelo (Stiva), Miriam Moukhies (Kitty), Bernat Quintana (Levin), Bea Segura (Dolly).[20][21]

### Ballet
- 1979: Anna Karenina, coreografia d’André Prokovsky, amb música de Txaikovski[22]

- 2005: ' Anna Karenina , coreografia de Boris Eifman, amb música de Txaikovski

- 2019: Anna Karenina, coreografia de Yuri Possokhov, amb música d'Ilya Demutsky[23]

### Ràdio
- 1949: The MGM Theatre of the Air, protagonitzada per Marlene Dietrich i dirigida per Marx Loeb[24]

### Òpera
- 1978 Anna Karenina, composta per Iain Hamilton
- 2007 Anna Karenina, composta per David Carlson
- Anna Karenina, òpera de Jenö Hubay
- Anna Karènina, òpera de Igino Robbiani, 1924.

### Altres
- Anna in the Tropics, obra de Nilo Cruz
- L'elegància de l'eriçó, on la novel·la és un dels motius recurrents